# Fernando Prado Ayuso
Fernando Prado Ayuso (Bilbao, 28 de agosto de 1969) es un teólogo y periodista, profesor, misionero claretiano y sacerdote católico español; obispo de San Sebastián, desde octubre de 2022.

## Biografía

### Primeros años y formación
Fernando nació el 28 de agosto de 1969, en la ciudad española de Bilbao. Hijo de Ramiro Prado y María Gloria Ayuso, siendo el segundo de tres hijos.
Su infancia y primera juventud transcurren en el barrio de Las Arenas, Guecho. Vinculado desde niño a la Parroquia Nuestra Señora de las Mercedes.
Estudió la EGB, el BUP y el COU en el Colegio Andrés de Urdaneta (Lujua-Vizcaya).
Realizó estudios en Ciencias de la Información (Periodismo) por la Universidad del País Vasco (UPV/EHU), donde obtuvo la licenciatura 1993. A la edad de veinte años, mientras cursaba la carrera universitaria decidió hacerse claretiano.
Su formación en Teología la realizó entre el Teologado Claretiano de Bilbao y la Universidad de Deusto. Posteriormente obtiene la licenciatura en Teología, por la Universidad de Deusto en 1998; ese mismo año  perfecciona el Euskera, y obtiene el Título EGA. 
En 2002, obtuvo la licenciatura en Teología de la Vida Religiosa, por la Universidad Pontificia de Salamanca; en ese mismo año, tras ampliar estudios, obtuvo una maestría en Edición por la Universidad de Salamanca.
Es políglota, ya que sabe hablar inglés, español y euskera, y tiene conocimientos de italiano.

### Vida religiosa
En 1992, mientras estudiaba periodismo, ingresa en la congregación de los Claretianos. Realizó el postulantado y noviciado en Vitoria. El 27 de agosto de 1994 hizo su profesión religiosa temporal, y realizó la profesión solemne el 27 de septiembre de 1998.
- Responsable de la pastoral de juventud de la parroquia Mariaren Bihotza-Corazón de María; profesor en Mariaren Bihotza Ikastola y delegado diocesano de pastoral juvenil en la unidad pastoral del barrio Gros, en San Sebastián (1998-2002).

Su ordenación sacerdotal fue el 7 de mayo del año 2000, a manos del obispo Juan María Uriarte.
- Responsable de la comunidad claretiana de Buen Suceso, en Madrid (2002-).
- Director de la editorial Publicaciones Claretianas (desde 2003) y profesor en la Escuela Regina Apostolorum (Madrid), donde imparte las asignaturas de Medios de Comunicación Social y Teología de la misión.
- Capellán de las Hermanas corazonistas (2003-2012).[5]
- Coordinador Internacional del Grupo de Editores Claretianos (2009-2016).
- Capellán de las Concepcionistas Misioneras de la Enseñanza en Madrid (desde 2013).[6]
- Profesor de Teología de la Misión en el Instituto Teológico de Vida Religiosa, que depende de la Universidad Pontificia de Salamanca (desde 2011).
- Sacerdote voluntario en la Iglesia de San Antón de Madrid (desde 2015).[5]

Ha colaborado durante el tiempo de verano, como sacerdote invitado en diócesis de Estados Unidos, desarrollando funciones de párroco en sedes como: Los Ángeles (St. John The Babtist; 2003-2011/St. Gabriel Mission; 2014-2016) y en Chicago (Holy Cross; 2012-2014), al servicio del ministerio hispano, fundamentalmente.
También ha colaborado en la tertulia del programa La linterna de la Iglesia de la cadena COPE; en TRECE y en varias revistas católicas, así como editor en el blog de noticias masdecerca.com. dirigido a la vida consagrada de lengua española.

#### Episcopado
El 31 de octubre de 2022 fue nombrado obispo de San Sebastián por el papa Francisco. Recibió la ordenación episcopal el 17 de diciembre del mismo año, en la catedral del Buen Pastor, de manos del cardenal Aquilino Bocos Merino.Dirigió sus primeras palabras a las personas que "no cuentan a los ojos de muchos, no hacen historia y no forman parte de ella" pero que son "grandes a los ojos de Dios", a la vez que tendía la mano a las instituciones del territorio para trabajar por el bien común.
En la Conferencia Episcopal Española es miembro de la Comisión Episcopal para las Comunicaciones sociales, desde abril de 2023.
En 2023, Prado Ayuso ha denunciado una serie de ataques de grupos juveniles radicales contra la comunidad cristiana. El 19 de enero, setenta personas irrumpieron en la Catedral del Buen Pastor, lanzando folletos y gritando desde el altar.El 21 de enero, personas enmascaradas interrumpieron una misa en Cestona, causando angustia a los presentes, especialmente a los mayores. Además, el 14 de enero, varias iglesias en Cestona y alrededores fueron vandalizadas, lo que obligó a suspender algunas misas. Estos incidentes se enmarcan en un conflicto de más de un año relacionado con la petición del Ayuntamiento de Cestona de usar locales parroquiales para actividades juveniles, que derivó en la ocupación de estos locales por jóvenes. El Obispado ha presentado una demanda judicial y denuncia la violencia y abuso contra la comunidad cristiana y sus propiedades.
En 2024, Prado Ayuso puso en marcha el programa diocesano "Arduratuz" para la protección de menores y personas vulnerables.
Jubileo 2025
El Jubileo universal coincide con el 75 aniversario de la diócesis de San Sebastián. El obispo Fernando Prado abrió cuatro Puertas Santas, el 6 de enero en la catedral del Buen Pastor (San Sebastián), el 19 de enero en el santuario de Arantzazu (Oñate), 26 de enero en el santuario de Loyola (Azpeitia), y el 2 de febrero en la prisión de Martutene (San Sebastián).
En la apertura de la Puerta Santa de la catedral del Buen Pastor estuvo acompañado por el Cardenal José Tolentino de Mendonça, prefecto del Dicasterio para la Cultura y la Educación de la Santa Sede.

## Publicaciones
Su tesis de licenciatura en teología, publicada posteriormente, tuvo como foco de estudio El ministerio ordenado de los religiosos en la Iglesia.
Autor de varios libros y artículos especializados, en el año 2018 publicó La fuerza de la vocación un libro-entrevista con el papa Francisco, que ha visto la luz bajo el sello de veinte casas editoriales internacionales y ha sido traducido a diez y siete lenguas, incluido el chino.
- Prado, F. (2012). Cinco minutos de la Nueva Evangelización. Publicaciones Claretianas.
- Prado, F. (2015). Testigos del Evangelio. Vida consagrada en misión. Publicaciones Claretianas.
- Prado, F. (2016). Diez cosas que el papa Francisco te propone para el año de la misericordia. Publicaciones Claretianas.
- Prado, F. (2018). Hacia la interculturalidad. Publicaciones Claretianas.
- Prado, F. (2018). La fuerza de la Vocación. La vida consagrada hoy. Publicaciones Claretianas.
- Prado, F. (2020). Tejer historias. Comunicar esperanza en tiempos de pandemia.
- Prado, F. (2020). Cuando perdemos un ser querido. Vivir y acompañar el duelo.[1]
- Prado, F. (2022). «Praedicate Evangelium». Una nueva curia para un tiempo nuevo.
- Prado, F. (2024). Carta Pastoral: Nuestros Sacerdotes.[14]
- Prado, F. (2024). Carta Pastoral: "En Él, nuestra esperanza".[14]
- Prado, F.; Roselló, F.; Segura, J.; Elizalde, J.C.  (2025). Carta Pastoral conjunta de los obispos de Pamplona y Tudela, Bilbao, San Sebastián y Vitoria "El contraste paciente". [15]